# Orsoyerberg

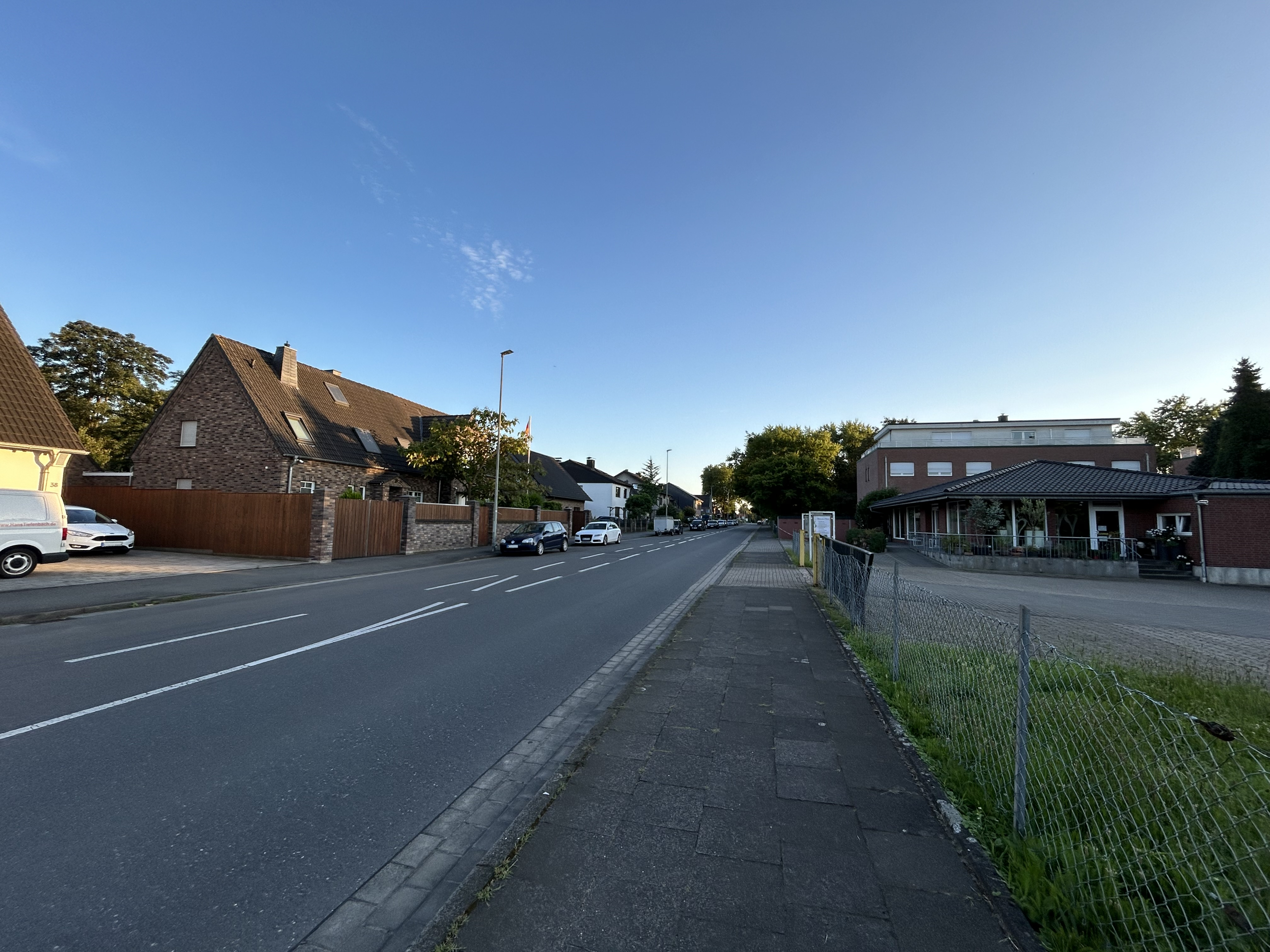
Orsoyerberg aus nordöstlicher Ansicht

Orsoyerberg (auch Orsoyer Berg) ist ein Ortsteil (amtlich Wohnplatz) im Stadtbezirk Orsoy der Stadt Rheinberg zwischen Orsoy und Vierbaum. Vor der kommunalen Umgliederung im Jahre 1975 gehörte der Orsoyerberg zur Stadt Orsoy. Nahe des Orsoyerbergs liegt der Jüdische Friedhof von Orsoy.

## Geschichte
1836 werden 24 Einwohner auf dem Berg (Orsoyerberg) gezählt. Alle davon waren Protestanten und sie lebten in sechs Wohnhäusern.
Der Orsoyerberg diente im 20. Jahrhundert vor allem als Neubaugebiet der Stadt Orsoy und später dem Rheinberger Stadtbezirk Orsoy, weshalb im 20. Jahrhundert bis ins 21. Jahrhundert hinein ein starker Zuwachs in der Bevölkerung festgestellt werden konnte.